# Plica interureterica
Die Plica interureterica, auch Plica ureterica oder Ureterenleiste genannt, ist eine in Form eines Balkens quer verlaufende Schleimhautfalte (lat. Plica = ‚Falte‘, Plural: Plicae) der Harnblase, die sich zwischen den beiden Harnleitermündungen befindet.

## Anatomische Lage
Die Plica interureterica liegt etwa 25 bis 35 mm vom Blasenauslass entfernt und ist von den beiden Harnleitermündungen begrenzt. Sie entsteht durch den intramuralen (in der Blasenwand gelegenen) Verlauf der Ureterostien in der Harnblasenschleimhaut. Die Columnae uretericae sind die konvergierenden Fortsetzungen der Plica interureterica. Auf der dorsalen Seite begrenzt die Plica interureterica das Harnblasendreieck (Trigonum vesicae).